# Алёхина, Наталья Владимировна
Наталья Владимировна Алёхина (род. 3 февраля 1954, Воронеж) — российская шахматистка, гроссмейстер (1990) среди женщин. Филолог.

## Шахматная карьера

### Выступления в личных соревнованиях
Чемпионка СССР среди девушек (1970). Чемпионка РСФСР (1977, 1982). Участница чемпионатов СССР (1970, 1974, 1977); лучший результат: 8—10-е места (1974). Участница зонального турнира ФИДЕ (1985) — 11—12-е места. 
Лучшие результаты в международных турнирах: Череповец (1975) и Новороссийск (1977) — 4-е; Сочи (1982, 1983 и 1986) — 2-е, 2—3 и 2—3-е; Будапешт (1983 и 1984) — 1-е и 2-е; Тапольца (1983) — 4—6-е; Балатонберень (мужской турнир; 1983) — 2-е; Батонья (1984) — 2-е места.

### Выступления в командных соревнованиях
В составе сборной РСФСР участница 3-х Первенств СССР между командами союзных республик по шахматам (1969—1972, 1985). В 1969 году выиграла бронзовую медаль в индивидуальном зачёте, в 1972 году выиграла «серебро» в команде и «золото» в индивидуальном зачёте.
В составе ДСО «Буревестник» победитель 8-го Кубка СССР (1974). Также выиграла серебряную медаль в индивидуальном зачёте.

## Семья
Замужем за гроссмейстером Сергеем Архиповым.

## Изменения рейтинга
| Графики недоступны из-за технических проблем. См. информацию на Фабрикаторе и на mediawiki.org. |